# 고속 하향 패킷 접속

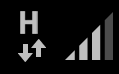
안드로이드 스마트폰의 HSPA 아이콘

고속 패킷 접속(High Speed Downlink Packet Access, HSPA)는 두 개의 모바일 프로토콜—고속 하향 패킷 접속(HSDPA) 및 고속 상향 패킷 접속(HSUPA)—의 결합으로, 기존 3G 이동 통신 네트워크의 성능을 확장 및 개선하는 데 사용된다. 이는 WCDMA 프로토콜을 사용한다. 2008년 말에 3GPP에서 진화형 고속 패킷 접속(HSPA+라고도 알려짐)이라는 더욱 개선된 표준이 발표되었으며, 2010년부터 전 세계적으로 채택되기 시작했다. 이 새로운 표준은 하향 링크에서 최대 337 Mbit/s, 상향 링크에서 34 Mbit/s의 비트율을 달성할 수 있지만, 실제로 이러한 속도는 거의 달성되지 않는다.
대한민국에서는 KTF가 2007년 3월 1일부터 전국 서비스를 시작했고, SK텔레콤도 2007년 3월 말부터 서비스를 시작했다.

## 개요
최초의 HSPA 사양은 하향 링크에서 최대 14 Mbit/s, 상향 링크에서 5.76 Mbit/s의 피크 데이터 속도 증가를 지원했다. 또한 지연 시간을 줄이고 기존 WCDMA 프로토콜에 비해 하향 링크에서 최대 5배, 상향 링크에서 최대 2배의 시스템 용량을 제공했다.

## 고속 하향 패킷 접속 (HSDPA)

셀룰러 네트워크 표준 및 세대별 타임라인

고속 하향 패킷 접속(HSDPA)은 고속 패킷 접속(HSPA) 계열의 향상된 3G (3세대) 모바일 통신 프로토콜이다. HSDPA는 3.5G 및 3G+로도 알려져 있다. 이 기술은 UMTS를 기반으로 하는 네트워크가 더 높은 데이터 속도와 용량을 가질 수 있도록 한다. HSDPA는 또한 지연 시간을 줄여 애플리케이션의 왕복 시간을 단축시킨다.
HSDPA는 3GPP 릴리스 5에 도입되었다. 이는 384 kbit/s의 새로운 베어러(이전 최대 베어러는 128 kbit/s)를 제공하는 상향 링크 개선과 함께 이루어졌다. 3GPP 릴리스 7에 도입된 진화형 고속 패킷 접속(HSPA+)은 64QAM 변조, MIMO, 및 Dual-Carrier HSDPA 작동을 추가하여 데이터 속도를 더욱 높였다. 3GPP 릴리스 11에서는 최대 337.5 Mbit/s의 더 높은 속도가 가능해졌다.
HSDPA의 첫 번째 단계는 3GPP 릴리스 5에서 명시되었다. 이 단계는 새로운 기본 기능을 도입했으며, 크게 줄어든 지연 시간으로 14.0 Mbit/s의 피크 데이터 속도를 달성하는 것을 목표로 했다. 속도 및 지연 시간 개선은 비트당 비용을 절감하고 고성능 패킷 데이터 애플리케이션 지원을 향상시켰다. HSDPA는 공유 채널 전송을 기반으로 하며, 주요 기능은 공유 채널 및 다중 코드 전송, 고차 변조, 짧은 Transmission Time Interval (TTI), 빠른 링크 적응 및 스케줄링, 빠른 하이브리드 자동 재송 요구 (HARQ)이다. 추가적인 새로운 기능으로는 고속 하향 링크 공유 채널(HS-DSCH), 구적 위상 편이 변조, 16-직교 진폭 변조, 및 기지국의 고속 매체 접근 프로토콜(MAC-hs)이 포함된다.
HSDPA로의 업그레이드는 종종 WCDMA 네트워크의 소프트웨어 업데이트로 이루어진다. HSDPA에서는 일반적으로 음성 통화가 데이터 전송보다 우선시된다.

### 사용자 장비 카테고리
다음 표는 3GPP TS 25.306 릴리스 11의 표 5.1a에서 파생된 것으로, 서로 다른 장치 클래스의 최대 데이터 속도와 이를 달성하는 기능 조합을 보여준다. 셀당, 스트림당 데이터 속도는 "HS-DSCH TTI 내에서 수신되는 HS-DSCH 전송 블록의 최대 비트 수"와 "최소 TTI 간격"에 의해 제한된다. TTI는 2밀리초이다. 따라서 예를 들어, Cat 10은 27,952비트/2ms = 13.976 Mbit/s를 디코딩할 수 있다(종종 잘못 주장되는 14.4 Mbit/s가 아님). 카테고리 1-4 및 11은 TTI 간격이 2 또는 3이며, 이는 최대 데이터 속도를 해당 계수만큼 줄인다. Dual-Cell 및 MIMO 2x2는 각각 최대 데이터 속도를 2배로 곱하는데, 이는 여러 독립적인 전송 블록이 서로 다른 캐리어 또는 공간 스트림을 통해 전송되기 때문이다. 표에 제시된 데이터 속도는 소수점 첫째 자리까지 반올림되었다.
| HSDPA 사용자 장비(UE) 카테고리 | HSDPA 사용자 장비(UE) 카테고리 | HSDPA 사용자 장비(UE) 카테고리 | HSDPA 사용자 장비(UE) 카테고리 | HSDPA 사용자 장비(UE) 카테고리 | HSDPA 사용자 장비(UE) 카테고리 | HSDPA 사용자 장비(UE) 카테고리 |
| 카테고리                       | 릴리스                         | HS-DSCH 코드 최대 개수 (셀당)  | 변조                           | MIMO, 다중 셀                  | 최대 데이터 속도에서의 부호율  | 최대 하향 링크 속도 (Mbit/s)   |
| ------------------------------ | ------------------------------ | ------------------------------ | ------------------------------ | ------------------------------ | ------------------------------ | ------------------------------ |
| 1                              | 5                              | 5                              | 16-QAM                         |                                | .76                            | 1.2                            |
| 2                              | 5                              | 5                              | 16-QAM                         |                                | .76                            | 1.2                            |
| 3                              | 5                              | 5                              | 16-QAM                         |                                | .76                            | 1.8                            |
| 4                              | 5                              | 5                              | 16-QAM                         |                                | .76                            | 1.8                            |
| 5                              | 5                              | 5                              | 16-QAM                         |                                | .76                            | 3.6                            |
| 6                              | 5                              | 5                              | 16-QAM                         |                                | .76                            | 3.6                            |
| 7                              | 5                              | 10                             | 16-QAM                         |                                | .75                            | 7.2                            |
| 8                              | 5                              | 10                             | 16-QAM                         |                                | .76                            | 7.2                            |
| 9                              | 5                              | 15                             | 16-QAM                         |                                | .70                            | 10.1                           |
| 10                             | 5                              | 15                             | 16-QAM                         |                                | .97                            | 14.0                           |
| 11                             | 5                              | 5                              | QPSK                           |                                | .76                            | 0.9                            |
| 12                             | 5                              | 5                              | QPSK                           |                                | .76                            | 1.8                            |

3GGP 릴리스 7부터 진화형 HSPA(HSPA+)로 추가 UE 카테고리가 정의되었으며, 진화형 HSDPA UE 카테고리에 나열되어 있다.

#### 내용주
1. ↑  16-QAM은 QPSK 지원을 의미하며, 64-QAM은 16-QAM 및 QPSK 지원을 의미한다.
2. ↑  최대 부호율은 제한되지 않는다. 이 열의 1에 가까운 값은 최대 데이터 속도가 이상적인 조건에서만 달성될 수 있음을 나타낸다. 따라서 이 데이터 속도를 시연하기 위해 장치는 송신기에 직접 연결된다.
3. ↑  표에 제시된 최대 데이터 속도는 물리 계층 데이터 속도이다. 애플리케이션 계층 데이터 속도는 IP 헤더(오버헤드 정보) 등이 포함되기 때문에 약 85%이다.

### 채택
2009년 8월 28일 기준 현재 250개의 HSDPA 네트워크가 109개 국가에서 상업적으로 모바일 브로드밴드 서비스를 출시했다. 169개의 HSDPA 네트워크가 3.6 Mbit/s 피크 하향 링크 데이터 처리량을 지원했으며, 점점 더 많은 수의 네트워크가 21 Mbit/s 피크 데이터 하향 링크를 제공했다.

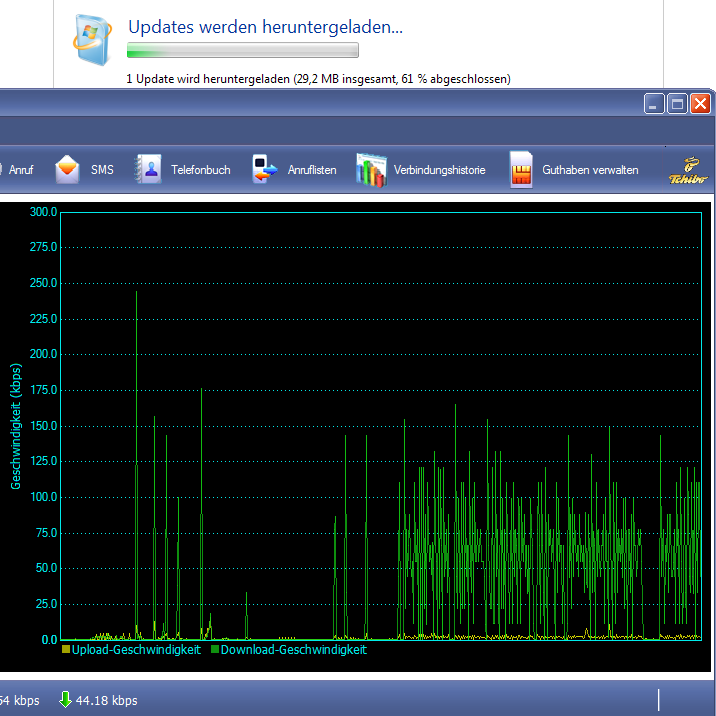
HSDPA 요금제의 GPRS 속도

CDMA2000-EV-DO 네트워크는 성능 면에서 초기에 선두를 달렸다. 특히 일본 통신사들은 이 네트워크 표준의 성공적인 벤치마크였다. 그러나 전 세계적으로 HSDPA를 채택하는 통신사가 증가하면서 나중에 HSDPA가 우세해졌다.
2007년, 전 세계적으로 점점 더 많은 통신사들이 HSDPA USB 모뎀을 판매하여 모바일 광대역 연결을 제공하기 시작했다. 또한 HSDPA 유선 대체 장치(데이터를 이더넷 및 와이파이를 통해 HSDPA로 제공하고, 기존 유선 전화를 연결하는 포트도 제공)의 인기가 높아졌다. 일부는 이상적인 조건에서 "최대 7.2 Mbit/s"의 연결 속도로 마케팅되었다. 그러나 이러한 서비스는 실내 음영 지역과 같이 속도가 더 느릴 수 있었다.

## 고속 상향 패킷 접속 (HSUPA)
고속 상향 패킷 접속(HSUPA)은 HSPA 제품군의 3G 이동 통신 프로토콜이다. 이는 3GPP 릴리스 6에서 상향 링크 데이터 속도를 5.76 Mbit/s로 개선하고, 용량을 확장하며, 지연 시간을 줄이기 위해 명시되고 표준화되었다. 추가 개선 사항과 함께 이는 VoIP, 사진 업로드, 대용량 이메일 메시지 전송과 같은 새로운 기능을 가능하게 한다.
HSUPA는 UMTS 진화 과정에서 두 번째 주요 단계였다. 이후 LTE(하향 링크 150 Mbit/s, 상향 링크 50 Mbit/s) 및 LTE Advanced(최대 하향 링크 속도 1 Gbit/s 이상)와 같은 더 높은 전송 속도를 가진 새로운 기술로 대체되었다.

### 기술
HSUPA는 WCDMA에 향상된 전용 채널(E-DCH)이라는 새로운 전송 채널을 추가한다. 또한 다중 코드 전송, 더 빠른 링크 적응을 가능하게 하는 더 짧은 전송 시간 간격, 빠른 스케줄링, 증분 중복성을 갖춘 빠른 하이브리드 자동 재송 요구(HARQ) 등 HSDPA와 유사한 여러 개선 사항을 포함하여 재전송을 더욱 효과적으로 만든다. HSDPA와 유사하게 HSUPA는 "패킷 스케줄러"를 사용하지만, 사용자 장비(UE)가 데이터 전송 허가를 요청하고 스케줄러가 언제 얼마나 많은 UE가 그렇게 할 수 있는지 결정하는 "요청-허가" 원칙에 따라 작동한다. 전송 요청에는 UE의 전송 버퍼 및 대기열 상태와 사용 가능한 전력 마진에 대한 데이터가 포함된다. 그러나 HSDPA와 달리 상향 링크 전송은 서로 직교하지 않는다.
이러한 "스케줄링된" 전송 모드 외에도, 표준은 UE로부터 "비 스케줄링된" 자율 시작 전송 모드를 허용한다. 비 스케줄링된 모드는 예를 들어, 감소된 TTI와 Node B 기반 스케줄러조차도 필요한 짧은 지연 시간과 일정한 대역폭을 제공할 수 없는 VoIP 서비스에 사용될 수 있다.
각 MAC-d 흐름(즉, QoS 흐름)은 스케줄링 또는 비 스케줄링 모드를 사용하도록 구성된다. UE는 스케줄링된 및 비 스케줄링된 흐름에 대한 데이터 속도를 독립적으로 조정한다. 각 비 스케줄링된 흐름의 최대 데이터 속도는 통화 설정 시 구성되며, 일반적으로 자주 변경되지 않는다. 스케줄링된 흐름이 사용하는 전력은 Node B에 의해 절대 허가(실제 값으로 구성) 및 상대 허가(단일 상향/하향 비트로 구성) 메시지를 통해 동적으로 제어된다.
물리 계층에서 HSUPA는 다음과 같은 새로운 채널을 도입한다.
- E-AGCH (절대 허가 채널)
- E-RGCH (상대 허가 채널)
- F-DPCH (분수-DPCH)
- E-HICH (E-DCH 하이브리드 ARQ 지시 채널)
- E-DPCCH (E-DCH 전용 물리 제어 채널) – E-DCH 전송 채널과 관련된 제어 정보를 전달한다.
- E-DPDCH (E-DCH 전용 물리 데이터 채널) – E-DCH 전송 채널을 전달한다.

### 사용자 장비 카테고리
다음 표는 HSUPA의 다양한 카테고리에 대한 상향 링크 속도를 보여준다.
| HSUPA 사용자 장비 (UE) 카테고리 | HSUPA 사용자 장비 (UE) 카테고리 | HSUPA 사용자 장비 (UE) 카테고리 | HSUPA 사용자 장비 (UE) 카테고리 |
| HSUPA 카테고리                  | 릴리스                          | 최대 상향 링크 속도 (Mbit/s)    | 변조                            |
| ------------------------------- | ------------------------------- | ------------------------------- | ------------------------------- |
| 1                               | 6                               | 0.73                            | QPSK                            |
| 2                               | 6                               | 1.46                            | QPSK                            |
| 3                               | 6                               | 1.46                            | QPSK                            |
| 4                               | 6                               | 2.93                            | QPSK                            |
| 5                               | 6                               | 2.00                            | QPSK                            |
| 6                               | 6                               | 5.76                            | QPSK                            |

3GGP 릴리스 7부터 진화형 HSPA (HSPA+)로 추가 UE 카테고리가 정의되었으며, 진화형 HSUPA UE 카테고리에 나열되어 있다.

## 진화형 고속 패킷 접속 (HSPA+)
진화형 HSPA(HSPA Evolution, HSPA+로도 알려져 있음)는 WCDMA 사양의 3GPP 릴리스 7에 정의된 무선 광대역 표준이다. 이 표준은 기존 HSPA 정의를 확장하며, 따라서 원래 릴리스 99 WCDMA 네트워크 릴리스와 완전히 하위 호환된다. 진화형 HSPA는 다중 입력, 다중 출력(2x2 MIMO) 기술 및 고차 변조(64 QAM)를 통해 하향 링크에서 42.2~56 Mbit/s, 상향 링크에서 22 Mbit/s(5 MHz 캐리어당)의 데이터 속도를 제공한다. 듀얼 셀 기술을 사용하면 이 속도는 두 배가 될 수 있다.
2011년부터 HSPA+는 WCDMA 사업자들 사이에서 광범위하게 배포되었으며, 거의 200개의 약정이 있었다.